# Tossal dels Pallers
El Tossal dels Pallers és una muntanya de 1.699 metres que es troba al municipi de les Valls d'Aguilar, a la comarca de l'Alt Urgell.